# Karcagi Nagykun Református Gimnázium Egészségügyi Szakközépiskola és Kollégium
A Karcagi Nagykun Református Gimnázium, Egészségügyi Szakközépiskola és Kollégium Karcag egyik iskolája.

## Az iskola története
1676-ban kért rektort a karcagi református gyülekezet a debreceni kollégiumtól. Kezdetben az oktatás a latin ismeretanyagra épült. A 19. század közepén Karcagon is a nemzeti nevelés vált hangsúlyossá. A század vége felé megkezdődött az oktatás az algimnáziumi osztályokban. A Nagykunság meghatározó oktatási intézményévé a 20. század elején vált, amikor is nyolcosztályos gimnázium lett, és az érettségiztetés jogát is elnyerte. Tanulói közül olyan hírességek kerültek ki, mint Györffy István etnográfus és Németh Gyula turkológus.1948-ban államosították, majd 1950-ben vette fel a nagy székely ágyúöntő, Gábor Áron nevét. 1968-ban indult meg az egészségügyi oktatás, az itt képzett ápolónők elsősorban a helyi kórházban találtak munkahelyet. A képzési szerkezet 1998-ban változott, amikor világbanki modell alapján működő humán szakközépiskolai oktatás indult meg. A 2009. esztendő elhozta a Református Egyház számára a gimnázium újraindításának lehetőségét. Évezredes keresztyén szellemiségben, de mégis napról napra megújulva szólítja meg a ma ifjúságát, és szolgálatát értük végzi. Az iskola célja, hogy tanulóit művelt, jellemes keresztény emberekké, az egyetemes emberi értékek tisztelőjévé, a magyar haza alkotó polgáraivá formálja, akik mindenkor készek az örökölt és a jelenkori kultúra valódi értékeit befogadni, gyarapítani és továbbadni.

## Az iskola igazgatói a 19. századtól
- Bede Lajos 1858- ?
- Kovács István 1861- ?
- Faragó János 1890-95
- Simon Géza 1895-96
- Horváth Ferenc 1896-1928
- Bujk Béla 1928
- Dr. Gaál László 1928-49
- Schwirián László 1945 mb. igazgató
- Szász Béla 1945 mb. igazgató
- Kónya István 1949-52
- Kresznerics Gyula 1952-55
- Dr. Gyergyói János 1955-57
- Papp István 1957-63
- Varga József 1963-73
- Kurucz János 1973-81
- Szalainé Kegyes Margit 1981-91
- Katona Mihály 1991-92
- Löki Lászlóné 1992-96
- Juhászné Zsadányi Erzsébet 1996-2009
- Kirsch Attila 2009
- Juhászné Zsadányi Erzsébet 2009-

## Az intézmény jelene

### Szakmai struktúra
Az intézményben gimnáziumi és szakközépiskolai képzés folyik. Kiemelt figyelmet fordítanak az angol nyelv és a természettudományok oktatására. Emelt szintű angol nyelvi, emelt szintű természettudományi és általános tantervű csoportban tanulnak diákok. Jól felszerelt nyelvi laborok, számítástechnikai szaktantermek vannak. Több éve alkalmaznak angol és német nyelvű lektort. Emelt szintű érettségire felkészítő foglalkozásokat szerveznek. Humán egészségügyi szakközépiskolai osztály is van. Itt pályaorientációs, önismereti és az egészségügyi, szociális képzés felé orientáló és alapozó foglalkozásokkal segítik eldönteni a tanuló későbbi pályaválasztását. Egészségügyi és szociális képzést is végeznek. A kollégiumi épületben nyugodt, kiegyensúlyozott környezet várja a jelentkezőket. Kiemelkedően gazdag (39.000 db) könyvtári állományuk több muzeális értékkel bír. Sportolási lehetőséggel (tornaterem, kondicionálószoba, sportpálya) is élhetnek a diákok, amely segíti a szabadidő hasznos eltöltését. Az iskola nagy figyelmet fordít a hagyományok ápolására. Minden év október első szombatján Öregdiák Találkozót szerveznek.

## A könyvtár múltja és jelene

### A múlt
Régi évkönyvben, az 1880-as évkönyvek egyikében olvashatjuk ezt a máig érvényes gondolatot. Az iskola alapításának éve 1676, s ehhez az évszámhoz kapcsolódik a könyvtár alapítása is. Története elválaszthatatlan az iskola történetétől. A kezdetekben kevés kötetből álló, de igen gazdag ismeretanyaggal rendelkezett, követve a debreceni Református Kollégium, az anyaiskola hagyományait. Íratlan szabály volt, hogy a karcagi iskola európai egyetemekre elkerült tanárai, diákjai egy-egy könyvvel tértek haza, s azt a könyvtárnak adományozták. Az állomány bizonyítottan legrégebbi, s ezért egyik legértékesebb darabja Thukydidész krónikája a peloponnészoszi háborúról. Latin nyelvű kötet, a kiadás éve 1528. Ennek a régi könyvnek minden lapja olvasható, bár néhány oldalon sérült. Muzeális értékű könyvtári anyaguk egyik legszebb darabja Bonfini latin nyelvű krónikája a magyarokról, amely 1606-ban, Hannoverben került kiadásra. Könyvtártörténeti szempontból ritkaságnak tekinthető Rotterdami Erasmus Epistolae című munkája, leveleinek gyűjteménye. Werbőczy István latin nyelvű Decretum-a régi könyvek közül azon kevesek egyike, amelyet restauráltak. Őrzik az első magyar regény 1788-as pozsonyi kiadását, amelynek írója Dugonics András, címe Etelka, egy igen ritka magyar kis-aszszony... A mű érdekessége, hogy második kötetének 384. oldalán olvasható a Kun Miatyánk. A művek, témák sokfélesége jellemezte a gimnáziumi könyvtárat a következő évszázadokban is.

### A jelen
A hagyományos passzív gyűjtő- és tárolóhelyből egyre inkább munkáltató, információs központtá vált. Ma már jelentős technikai állomány is biztosítja az igények kielégítését. Az olvasóteremben két tanulói munkaállomás (lézernyomtató, szkenner), valamint a könyvtári munkát segítő számítógép áll rendelkezésre. Mind a három gépen biztosított az Internet-hozzáférés is. A könyvtárban lehetőség van televízió, videómagnó, lemezjátszó, CD-lejátszó használatára, amelyek biztosítják a rendelkezésre álló hang- és képanyag igényes használatát. Bár az állomány döntő része ma is könyv, 35 ezer kötet, folyamatosan gyarapodik modern információhordozó anyaguk is. Az oktató, nevelő munkát segítő, értékes állománnyal rendelkező könyvtáruk van, amely igyekszik megfelelni minden tekintetben az új kihívásoknak. Nagyon fontos feladatuk az is, hogy féltő gonddal őrizzék régi értékeiket, ápolják hagyományaikat. A könyvtárban megtalálhatjátok kedvenc olvasmányaitokat, a kötelező olvasmányokat, szakkönyveket és lexikonokat is.